# Slančík
Slančík (Hongaars: Kisszalánc) is een Slowaakse gemeente in de regio Košice, en maakt deel uit van het district Košice-okolie.
Slančík telt 215 inwoners.